# كلايد دريكسلر
كلايد أوستن دريكسلر (من مواليد 22 يونيو 1962)، لاعب كرة سلة أمريكي محترف سابق يشغل حاليًا منصب مفوض دوري كرة السلة بيغ3. لعب 15 موسمًا في الرابطة الوطنية لكرة السلة، وقضى معظم حياته المهنية مع فريق بورتلاند تريل بليزرز قبل أن قبل أن يختتم مسيرته مع فريق هيوستن روكتس. كان دريكسلر الدوري الاميركي للمحترفين عشر مرات وتم اختياره ضمن فرق الذكرى الخمسين والخامسة والسبعين للرابطة الوطنية لكرة السلة.
فاز دريكسلر ببطولة الدوري الاميركي للمحترفين مع هيوستن عام 1995، وحصل على الميدالية الذهبية في الفريق الأولمبي للولايات المتحدة عام 1992 المعروف باسم "فريق الأحلام". أدى تأثيره على الرياضة إلى دخوله قاعة نايسميث التذكارية لمشاهير كرة السلة مرتين: الأولى في عام 2004 لمسيرته الفردية ولاحقًا في عام 2010 كعضو في فريق الأحلام. يعتبر دريكسلر على نطاق واسع واحدًا من أعظم لاعبي كرة السلة وأعظم حراس الرماية على الإطلاق.

## فرق لعب لها
- بورتلاند ترايل بلايزرز
- هيوستن روكتس

## الميداليات
| الميدالية | المسابقة                       |
| --------- | ------------------------------ |
| ذهبية     | الألعاب الأولمبية الصيفية 1992 |

## روابط خارجية
- كلايد دريكسلر على موقع الاتحاد الدولي لكرة السلة (الإنجليزية)
- كلايد دريكسلر على موقع إن بي أي (الإنجليزية)
- كلايد دريكسلر على موقع سبورتس رفرنس (الإنجليزية)
- كلايد دريكسلر على موقع كلية كرة السلة في سبورتس رفرنس.كوم (الإنجليزية)
- كلايد دريكسلر على موقع ريلجم (الإنجليزية)
- كلايد دريكسلر على موقع بروبوليرز (الإنجليزية)
- كلايد دريكسلر على موقع قاعة المشاهير الجامعة الوطنية لكرة السلة (الإنجليزية)
- كلايد دريكسلر على موقع سبورتس رفرنس (الإنجليزية)
- كلايد دريكسلر على موقع كلية كرة السلة في سبورتس رفرنس.كوم (الإنجليزية)
- كلايد دريكسلر على موقع سبورتس رفرنس (الإنجليزية)